# Membrillo Alto
Membrillo Alto es una localidad española del municipio onubense de Zalamea la Real, en la comunidad autónoma de Andalucía.

## Historia
A mediados del siglo XIX, el lugar contaba con una población censada de 85 habitantes. La localidad aparece descrita en el undécimo volumen del Diccionario geográfico-estadístico-histórico de España y sus posesiones de Ultramar de Pascual Madoz de la siguiente manera:

MEMBRILLO ALTO: ald. agregada al ayunt. de Zalamea la Real, en la prov. de Huelva (10 leg.), part. jud, de Valverde del Camino (1). Su terreno, produciones y demas circunstancias, están comprendidas en el art. de su ayunt. (V.) pobl.: 22 vec., 85 alm.
(Madoz, 1848, p. 367)

En 2022 tenía una población de 15 habitantes.